# Qupanuk Olsen
Qupanuk Olsen (grönländskt uttal: [ˈqupanuk]), född 6 maj 1985 i Qaqortoq, är en grönländsk youtubare, ingenjör och politiker. Som youtubare och influerare fokuserar hon främst på grönländska traditioner, mat, platser och historia. Hon är medlem i Nalerakal och valdes in som medlem i Inatsisartut i valet 2025. Utöver sitt arbete med att skapa innehåll på Youtube och andra sociala medier har hon också studerat väg- och vattenbyggnad med inriktning mot gruvdrift vid Curtin University's Western Australian School of Mines. Hon har tidigare arbetat vid guldgruvan Nalunaq, Orbicon, och undervisat vid Arctic Technology Centre i Sisimiut. Hon arbetar för närvarande som grönländsk chef för Ironbark Zinc. Olsen, som är en anhängare av grönländsk självständighet, menar att gruvdrift skulle vara centralt för att stödja den ekonomiska utvecklingen i ett självständigt Grönland.

## Politik
Olsen hamnade i kontrovers efter att ha deltagit i en konferens som anordnades av den israelisk-arabiska influeraren Nas Daily i Tel Aviv mitt under Gazakriget, och vissa användare av sociala medier anklagade henne för att stödja Israel mitt i konflikten. Som respons uttryckte hon sitt motstånd mot alla krig och framhöll även att boendet betalades av Yassin snarare än den israeliska staten liksom att donationer gjordes till Gaza under konferensen. I januari 2025 meddelade hon att hon skulle representera det populistiska partiet Naleraq i det kommande grönländska parlamentsvalet 2025. Hennes huvudfråga i valkampanjen var den grönländska statsbildningen. Hon lovade dock att hålla sin YouTube-kanal opolitisk. Hon fick 202 röster på en öppen lista och blev därmed invald. Totalt fick hennes parti 24.8 procent av rösterna i hela Grönland.